# منتخب الأرجنتين لهوكي الدحرجة
منتخب الأرجنتين لهوكي الدحرجة (بالإسبانية: Selección de hockey patín masculino de Argentina)‏ هو ممثل الأرجنتين الرسمي في المنافسات الدولية في هوكي الدحرجة
.